# Bauhinia forficata
Bauhinia forficata är en ärtväxtart som beskrevs av Heinrich Friedrich Link. Bauhinia forficata ingår i släktet Bauhinia och familjen ärtväxter.

## Underarter
Arten delas in i följande underarter:
- B. f. forficata
- B. f. pruinosa

## Bildgalleri

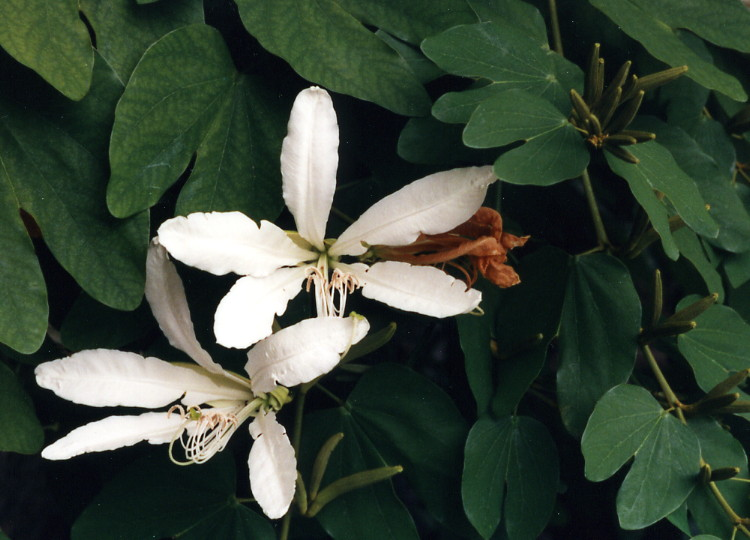
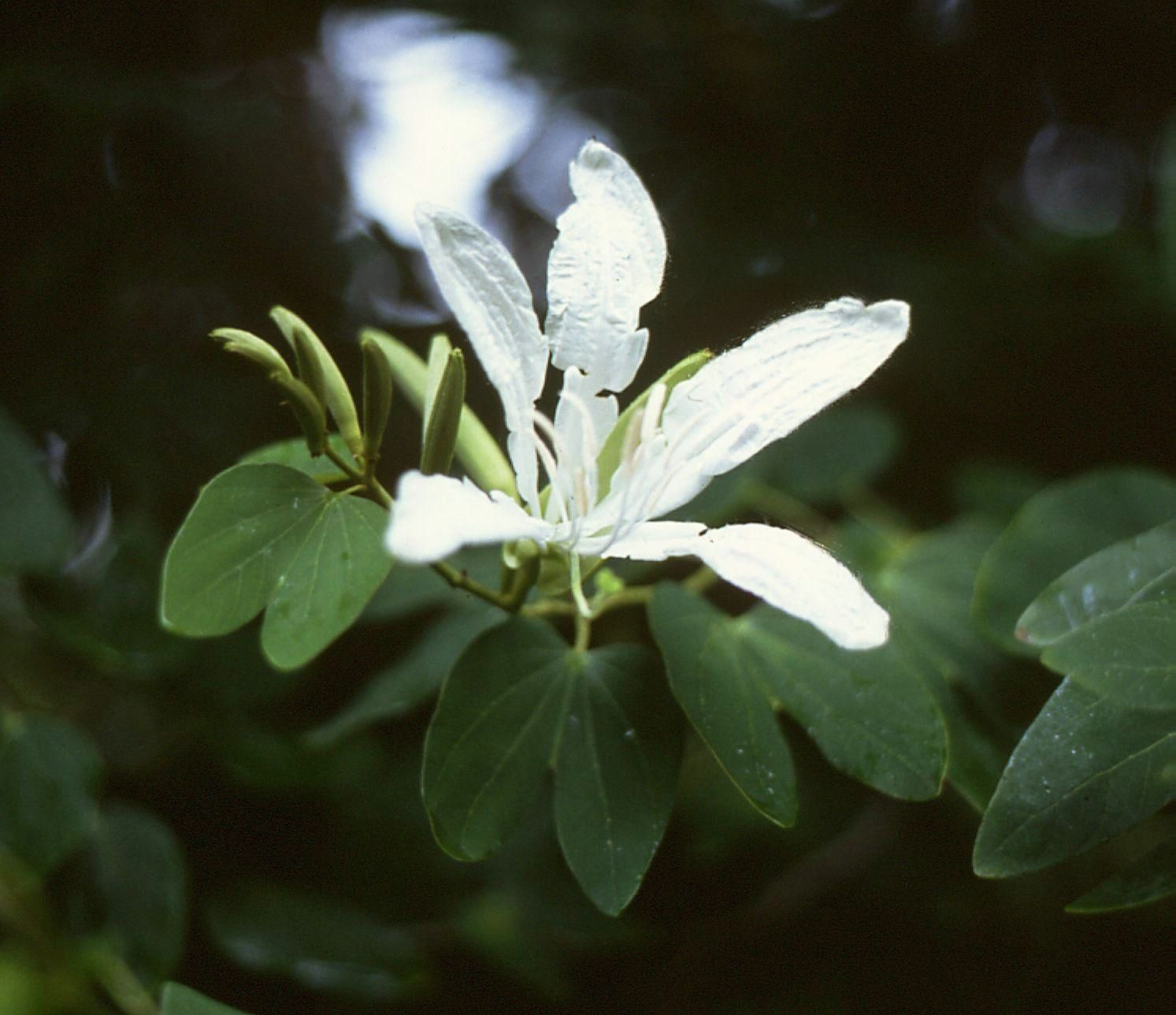
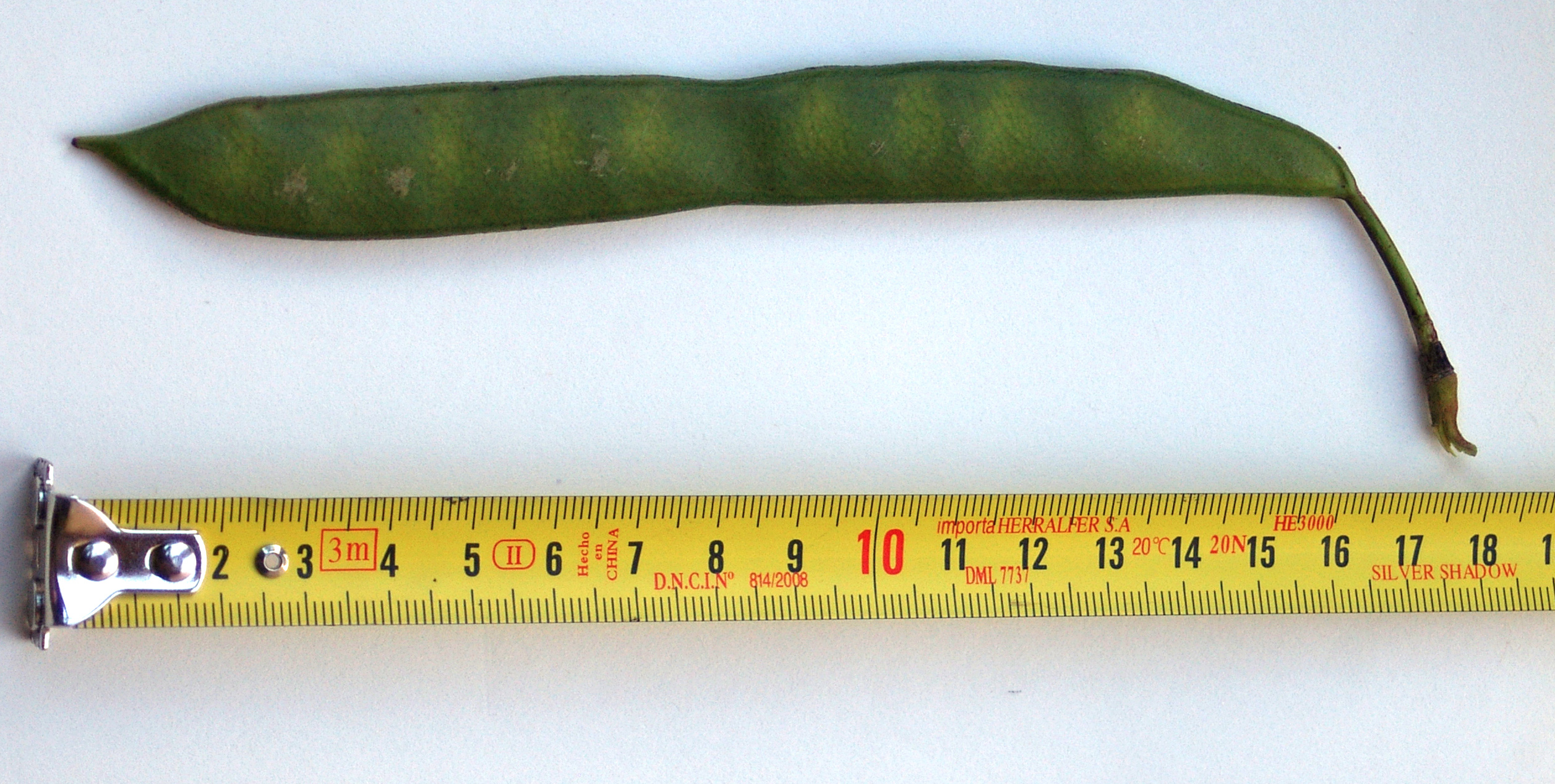
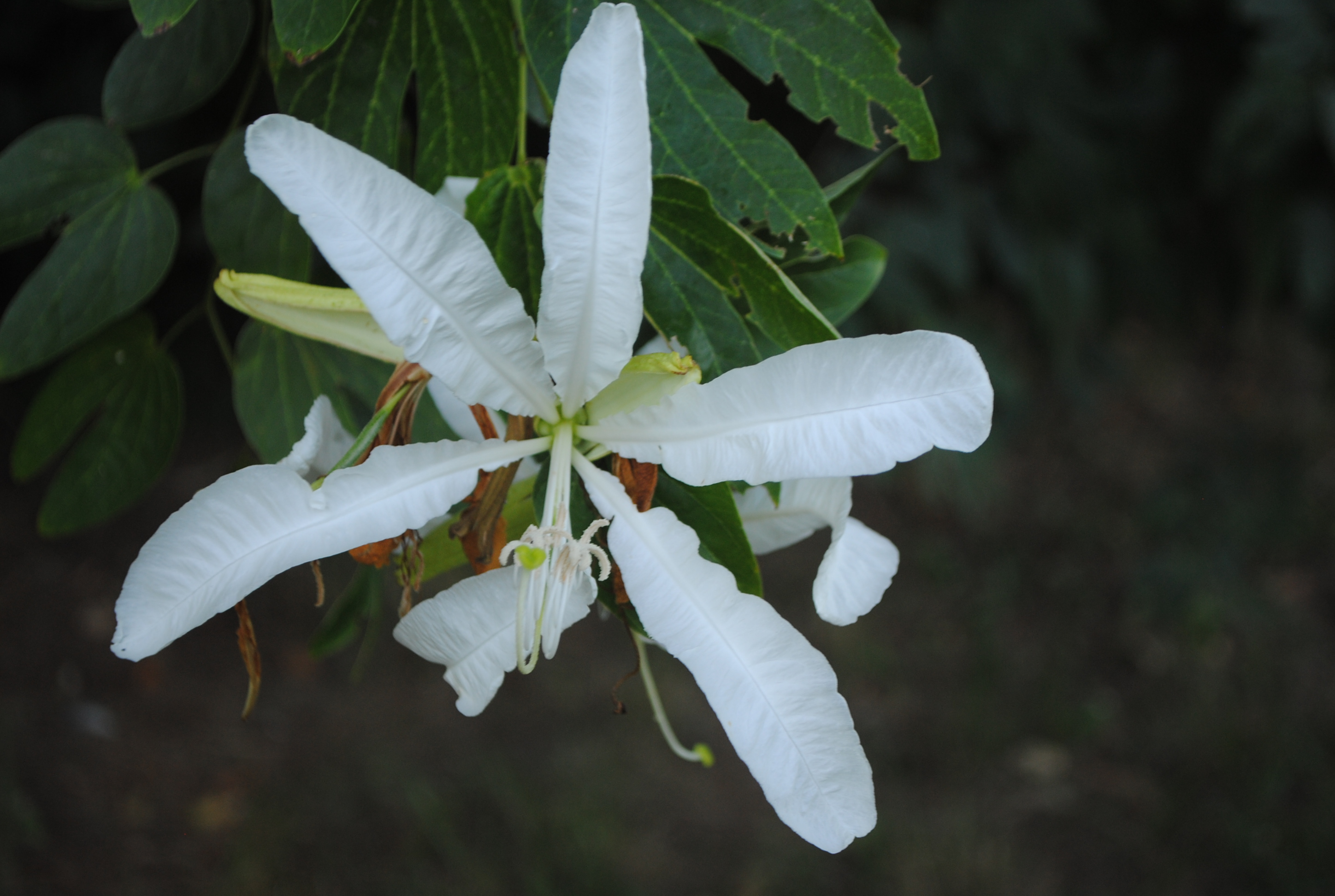